# 鳳伊 金先達
是一部2016年上映的韓國古裝喜劇片，由《影子杀人》的导演朴大民编剧并执导，俞承豪、曹在顯、高昌錫、羅美蘭及XIUMIN主演，講述連朝鮮國王都敢欺騙的傳說騙子金先達賣大同江水的故事。

## 演員

### 主要演員
- 俞承豪 飾演 金仁弘／鳳伊金先達[6]
- 曹在顯 飾演 成大連
- 高昌錫 飾演 寶源
- 羅美蘭 飾演 尹菩薩
- XIUMIN 飾演 堅兒[7]

### 其他演員
- 全錫浩 飾演 李王
- 徐睿知 飾演 圭英
- 金英弼 飾演 成宗益
- 崔貴華 飾演 偽娘騙子
- 李準赫 飾演 贓物販
- 奇周峯 飾演 客棧主人
- 權泰元 飾演 右議政
- 郭仁俊 飾演 管家
- 徐正周 饰演 多巴泰
- 金鍾洙 飾演 鳳凰詐欺大監
- 高仁範 飾演 大商人
- 吳允紅 飾演 詐騙通靈女
- 朱怜豪 飾演 別宮禁軍
- 金瑞慶 飾演 別宮禁軍
- 李奎炯 飾演 淡婆姑倉庫碼頭守衛
- 閔慶珍 飾演 綿布店買家
- 金昇勳 飾演 別宮內官
- 林钟允 饰演 李成桂
- 柳淳雄 饰演 韩奉洙
- 宋载龙 饰演 农民
- 崔钟律 饰演 尚宣
- 张俊宁 饰演 清朝皇太子
- 金庆龙 饰演 宝石商人
- 金惠媛 饰演 汉阳妓坊行首
- 河秀豪 饰演 仓库守卫
- 趙賢植 饰演 仓库守卫
- 刘一汉 饰演 成宗益手下
- 朴光宰 饰演 成宗益手下
- 严志满 饰演 潜水员

### 特別出演
- 延宇振 飾演 朝鮮孝宗
- 金晶和 飾演 平壤妓房行首

## 外部連結
- NAVER上《鳳伊 金先達》的資料
- Daum上《鳳伊 金先達》的资料
- 韩国电影数据库（KMDb）上《鳳伊 金先達》的資料
- 互联网电影数据库（IMDb）上《鳳伊 金先達》的资料（英文）
- 豆瓣电影上《鳳伊 金先達》的資料 （简体中文）
- 《鳳伊 金先達》在HanCinema的页面（英文）